# Mezinárodní družstevní aliance
Mezinárodní družstevní aliance (ICA, anglicky: International Co-operative Alliance) je celosvětová družstevní federace, sdružující družstevní svazy a reprezentující světové družstevní hnutí. Aliance reprezentuje 318 družstevních svazů a organizací ve 112 zemích světa.
V Česku je její členskou organizací Družstevní asocialice České republiky. Před rokem 1990 byla v Československu její členskou organizací Ústřední rada družstev.

## Historie

Historická vlajka organizace z roku 1925

Organizace byla založena v roce 1895. Vytvořila mezinárodně uznávanou definici družstva v takzvaném "Prohlášení o družstevní identitě". V roce 2009 ve spolupráci s Organizací spojených národů vyhlásila rok 2012 jako rok družstev. V roce 2013 přesunula svoje sídlo z Ženevy do Bruselu.